# 129. Infanterie-Division (Wehrmacht)
Die 129. Infanterie-Division (auch Hessisch-Thüringische 129. ID) war ein Großverband des Heeres der deutschen Wehrmacht im Zweiten Weltkrieg.

## Divisionsgeschichte
Einsatzgebiete:
- Deutschland: Oktober 1940 bis Juni 1941
- Ostfront, Zentralabschnitt: Juni 1941 bis September 1944
- Ostpreußen: September 1944 bis Mai 1945

Die 129. ID nahm im Rahmen des Unternehmens Barbarossa im Juni 1941 mit der Heeresgruppe Mitte am Überfall auf die Sowjetunion teil. Bis zum Juli 1941 war sie im Raum Białystok im Einsatz. Im Herbst 1941 nahm sie am Vormarsch auf Moskau bis Kalinin teil, dort endete die Vorwärtsbewegung, da der Schlamm die Mobilität stark einschränkte.
Am 31. Oktober 1941 kam es dort zu schweren Häuserkämpfen, als die 129. ID den Nord- und Südostabschnitt der Stadt gegen sowjetische Angriffe verteidigte. Der Auftrag lautete: „Halten bis der Frost kommt.“ Als Teil der 9. Armee kämpfte die 129. ID 1942 in der Schlacht von Rschew und zog sich 1943 auf Brjansk, Mogilew und Witebsk in Weißrussland zurück. Im Sommer 1944 erlitt die Division beim Zusammenbruch der Heeresgruppe Mitte bei Bobruisk und Baranowitschi schwerste Verluste und musste neu organisiert werden. Im letzten Kriegsjahr kämpften Reste der Division bis zur Kapitulation in Ostpreußen.
| In der Schlacht am unteren Narew im August 1944 zeichnete sich die 129. Infanterie-Division unter Führung von Generalmajor von Larisch und die 5. Jäger-Division unter Führung von Generalleutnant Sixt durch Standfestigkeit und Angriffsschwung besonders aus. |

## Personen
| Dienstzeit                             | Dienstgrad                    | Name                 |
| -------------------------------------- | ----------------------------- | -------------------- |
| 1. Oktober 1940 bis 22. Aug 1942       | Generalleutnant               | Stephan Rittau       |
| 22. August 1942 bis 25. September 1943 | General der Nachrichtentruppe | Albert Praun         |
| 25. September 1943 bis 31. Januar 1944 | Generalmajor                  | Karl Fabiunke        |
| 15. Februar 1944 bis 11. Februar 1945  | Generalmajor/Generalleutnant  | Heribert von Larisch |
| 11. Februar bis 8. Mai 1945            | Generalmajor                  | Bernhard Ueberschär  |

1. ↑  Bei Martinowo durch sowjetisches Artilleriefeuer getötet.

| Dienstzeit                             | Dienstgrad                  | Name                      |
| -------------------------------------- | --------------------------- | ------------------------- |
| 25. Oktober 1940 bis Januar 1941       | Major (später Generalmajor) | Hans Steets               |
| 1941–1942                              | Major                       | Hans-Hermann Sachenbacher |
| 1942–1943                              | Major                       | Karl Ernst Rahtgens       |
| 15. Oktober 1943 bis 15. November 1944 | Oberstleutnant              | Joachim Möller            |
| 15. November 1944 bis Mai 1945         | Major                       | Dieter Kaempfe            |

## Bekannte Divisionsangehörige
- Bernhard Hofmann: SA-Gruppenführer, war als Major der Reserve, Bataillonskommandeur des I. Btl./IR 427, erhielt am 26. September 1942 das Ritterkreuz

- Karl Ernst Rahtgens: Offizier der 129. ID, wurde als Mitglied der Verschwörung vom 20. Juli hingerichtet

## Auszeichnung
Insgesamt wurden 26 Angehörige der 129. ID mit dem Ritterkreuz ausgezeichnet und 101 mit dem Deutschen Kreuz in Gold.

## Gliederung
| 1940                                | 1944                   |
| ----------------------------------- | ---------------------- |
| Infanterie-Regiment 427             | Grenadier-Regiment 427 |
| Infanterie-Regiment 428             | Grenadier-Regiment 428 |
| Infanterie-Regiment 430             | Grenadier-Regiment 430 |
| Artillerie-Regiment 129             |                        |
| Pionier-Bataillon 129               |                        |
| Panzerjäger-Abteilung 129           |                        |
| Aufklärungs-Abteilung 129           | Füsilier-Bataillon 129 |
| Divisions-Nachrichten-Abteilung 129 |                        |
| Divisions-Nachschubführer 129       |                        |